# Vandalia (Missouri)
Vandalia is een plaats (city) in de Amerikaanse staat Missouri, en valt bestuurlijk gezien onder Audrain County en Ralls County.

## Demografie
Bij de volkstelling in 2000 werd het aantal inwoners vastgesteld op 2529.
In 2006 is het aantal inwoners door het United States Census Bureau geschat op 4062, een stijging van 1533 (60,6%).

## Geografie
Volgens het United States Census Bureau beslaat de plaats een oppervlakte van
5,9 km², geheel bestaande uit land. Vandalia ligt op ongeveer 232 m boven zeeniveau.

## Plaatsen in de nabije omgeving
De onderstaande figuur toont nabijgelegen plaatsen in een straal van 24 km rond Vandalia.